# تايلور جبريل
تايلور جبريل (بالإنجليزية: Taylor Gabriel)‏ هو لاعب كرة قدم أمريكية أمريكي، ولد في 17 فبراير 1991 في مسكيت في الولايات المتحدة.

## وصلات خارجية
- تايلور جبريل على موقع مرجع كرة القدم المحترفة.كوم (الإنجليزية)